# Аксель, Габриэль
Аксель Габриэль Эрик Мёрх (дат. Axel Gabriel Erik Mørch; 18 апреля 1918 — 9 февраля 2014) — датский кинорежиссёр, обладатель премии «Оскар» 1987 года за лучший фильм на иностранном языке.

## Биография
Родился в городе Орхусе, на востоке полуострова Ютландия.
Большую часть детства провёл во Франции, после возвращения в Данию стал актёром Королевского театра, некоторое время состоял в труппе парижского театра «Атеней» у Луи Жуве.
С начала 1950-х годов работал на телевидении и в кино, был автором лент, отмеченных на престижных фестивалях. В 1967 году его фильм «Красная мантия» претендовал на главный приз Каннского фестиваля. Наиболее известен по экранизации книги датской писательницы Карен Бликсен «Пир Бабетты».

## Избранная фильмография
- 1953 — Медведь / En bjørn
- 1958 — Девочки хотят / Guld og grønne skove
- 1967 — Красная мантия / Den røde kappe
- 1980 — Турский священник / Le Curé de Tours
- 1987 — Пир Бабетты / Babettes gæstebud
- 1994 — Принц Ютландии / Prince of Jutland
- 1995 — Люмьер и компания / Lumière et compagnie

## Награды и номинации
- Золотой медведь Берлинского фестиваля («Девочки хотят», номинация)
- Золотая пальмовая ветвь Каннского фестиваля («Красная мантия», номинация)
- Специальное упоминание Каннского фестиваля («Красная мантия», победитель)
- Премия «Оскар» за лучший фильм на иностранном языке («Пир Бабетты», победитель)
- Премия BAFTA за лучший фильм на иностранном языке («Пир Бабетты», победитель)
- Премия BAFTA за лучший фильм («Пир Бабетты», номинация)
- Премия BAFTA за лучшую режиссуру («Пир Бабетты», номинация)
- Специальный приз экуменического жюри Каннского фестиваля («Пир Бабетты», победитель)
- Премия «Золотой глобус» за лучший фильм на иностранном языке («Пир Бабетты», номинация)
- Серебряный кондор Аргентинской ассоциации кинокритиков за лучший иностранный фильм («Пир Бабетты», победитель)
- Премия Общества кинокритиков Канзаса за лучший иностранный фильм («Пир Бабетты», победитель)
- Премия Лондонского кружка кинокритиков за лучший фильм на иностранном языке («Пир Бабетты», победитель)
- Гран-при жюри Фестиваля скандинавских фильмов в Руане («Пир Бабетты», победитель)
- Приз зрительских симпатий Фестиваля скандинавских фильмов в Руане («Пир Бабетты»,победитель)
- Специальный приз Международного кинофестиваля в Копенгагене за вклад в искусство кино